# بچه‌های دیوانه
«بچه‌های دیوانه» تک‌آهنگی از کشا است که در سال ۲۰۱۳ میلادی منتشر شد. این تک‌آهنگ در چارت‌های، جزو ده ترانه اول قرار گرفت.